# John McDonald (1787–1860)
Pour les articles homonymes, voir John McDonald et McDonald.
John McDonald (10 février 1787-20 septembre 1860) est un homme politique canadien du Haut-Canada et du Canada-Ouest.

## Biographie
Né à Saratoga dans l'État de New York, McDonald débute une entreprise à Troy (New York). Il rejoint ensuite son frère Charles dans une entreprise forestière et de grain à Gananoque en 1815. Ils construisent un vaste moulin à eau en 1826. Plus tard la même année, Charles décède et John devient le principal propriétaire de l'entreprise. John sert comme juge de paix et maître des postes de Gananoque en 1828. En 1831, il épouse Maria, fille de l'homme politique Benajah Mallory (en). En 1836, il est nommé à la commission pour l'amélioration de la navigation sur le fleuve Saint-Laurent et en devient le président en 1838. Élu député en 1839, il siège à l'Assemblée législative du Haut-Canada et au Conseil législatif de la province du Canada dès 1841. Il est renvoyé en 1848 après que ses intérêts commerciaux l'aient trop occupé. Il lègue le contrôle de la firme a son neuve, William Stone McDonald, en 1851.
Il meurt à Gananoque en 1860 et sa résidence sert maintenant comme hôtel de ville.